# Slaget vid Pfaffenhofen
Slaget vid Pfaffenhofen var ett slag under det trettioåriga kriget. Slaget stod den 1 augusti 1633. Pfalzgreve Kristian av Birkenfeld, understödd av svenskt infanteri, segrade över en katolsk här.